# Rafaela Plastira
Rafaela Plastira (grego: Ραφαέλα Πλαστήρα, Trícala, 6 de agosto de 1999) é uma modelo e rainha da beleza grega vencedora do concurso de beleza Miss Grécia (Star Hellas) 2019.

## Biografia
Plastira nasceu e foi criada em Middelburg, Países Baixos e vive em Trícala, Grécia. Ela é fluente em inglês, grego, holandês e alemão. Plastira atua como modelo nos Países Baixos e na Grécia e é formada em gestão de serviços sociais.

## Participação em concursos de beleza
Em 16 de outubro de 2019, Plastira venceu o Miss Grécia 2019 no Alhambra Art Theatre em Atenas.
Dois meses depois, ela representou seu país no concurso Miss Mundo 2019 em Londres, onde não se classificou. 
Ainda antes do Miss Mundo terminar, ela relatou ter sido agredida pela Miss Austrália. Segundo Rafaela, a australiana a empurrou enquanto subia num ônibus, condução usada para levar as candidatas para as diversas atividades, e por isto ela havia torcido um tornozelo. 
Em 2021, depois de ter anunciado que iria ao Miss Universo 2021, o que nunca havia sido confirmado pela organização Star Hellas, no dia 05 de outubro, Rafaela escreveu em seu Instagram que não iria ao concurso devido a este acontecer em Israel. Dias depois, uma nova organização assumiu a franquia do Miss Grécia junto ao Miss Universo. 